# Jane Frederick
Jane Wardell Frederick (née le 7 avril 1952 à Oakland) est une athlète américaine spécialiste de l' heptathlon. Elle fut la première détentrice du record du monde de l'heptathlon.

## Carrière

### Palmarès
| Date | Compétition           | Lieu    | Résultat | Épreuve    | Performance  |
| ---- | --------------------- | ------- | -------- | ---------- | ------------ |
| 1975 | Universiade d'été     | Rome    | 1re      | Pentathlon | 4 442 points |
| 1981 | Meeting de Götzis     | Götzis  | 1re      | Heptathlon | 6 291 points |
| 1982 | Meeting de Götzis     | Götzis  | 1re      | Heptathlon | 6 438 points |
| 1984 | Décastar              | Talence | 1re      | Heptathlon | 6 803 points |
| 1985 | Meeting de Götzis     | Götzis  | 1re      | Heptathlon | 6 666 points |
| 1987 | Décastar              | Talence | 1re      | Heptathlon | 6 533 points |
| 1987 | Championnats du monde | Rome    | 3e       | Heptathlon | 6 502 points |

### Records
| Épreuve    | Performance  | Lieu    | Date              |
| ---------- | ------------ | ------- | ----------------- |
| Heptathlon | 6 803 points | Talence | 16 septembre 1984 |